# Quintana Redonda
Quintana Redonda – gmina w Hiszpanii, w prowincji Soria, w Kastylii i León, o powierzchni 183,92 km². W 2011 roku gmina liczyła 523 mieszkańców.